# 清兵入塞
清兵入塞，又称“清（后金）南略”，是皇太极（后金和清政权君主）在辽西与明朝交战因无法完全打通关宁锦防线而陷入僵持局面时，绕道漠南蒙古，从山海关西面的明长城关隘进入华北开辟第二战场的数次军事行动。因为有几次攻击的掳掠规模不大，所以究竟有几次这样的军事行动有四次、五次、六次等不同的说法。
明崇禎七年（1634年）五月，皇太极第二次攻入长城，突入长城独石口，七月，在延庆大败明军，八月，清军猛攻昌平，遍蹂京畿，历时四个多月。崇禎九年（崇德元年，1636年），清軍第三次入塞時，阿济格的军队56战皆捷，共克16城，俘获人畜17万，“艷服乘騎，奏樂凱歸”，砍木書寫“各官免送”四字，以羞辱明軍。宣大總督梁廷栋與兵部尚書張鳳翼恇怯不敢战，自知死罪難逃，每日服食大黃取瀉求死。
崇德三年（明崇祯十一年，1638年），清軍第四次入塞，睿亲王多尔衮、贝勒岳托统帅军队从沈阳出发，绕道蒙古，从密云东面的墙子岭、喜峰口东面的青山口，突破长城要塞，沿着运河往南直到济南，俘获了人畜46万，明称“戊寅虏变”。朝廷急调辽东前锋总兵祖大寿入援。卢象升拼死奋战，弹尽粮绝，最後阵亡。後來清军在崇祯十二年（1639年）三月初八日至十一日从青山口出长城北归，洪承畴奉命鎮守蓟辽边境。山西巡抚孫傳庭建议陕西精锐之师调回對抗“流寇”，朝廷未采纳，反以傳庭為保定总督，傳庭借口推辞，崇禎皇帝大怒，將其逮捕入狱。此後李自成、张献忠再度崛起，直至明亡。
清兵入塞一直被視為明朝滅亡的主因，蓋因在己巳之變前，滿清統治範圍一直控制在遼東地區，並沒有越過長城。清軍入塞使明朝伤筋动骨，對華北地區造成空前浩劫，死者無算，更令被重重圍困的農民軍乘機逃脫明軍的清剿，例如滿清在1638年的入塞，便令被困在商洛山中的李自成有喘息之機。
另一方面，在徹底擊敗察哈尔林丹汗，讓漠南蒙古成為其附庸之后，滿清才開始對華北地區進行大規模擄掠。己巳之變時，虽因袁崇焕的议和政策，导致蒙古人偏向满清，但滿洲人此时尚未徹底降伏蒙古大汗，因此皇太極繞道蒙古遊牧地進攻明朝京畿地區，亦被視為軍事冒險。因當時關寧軍仍控制山海關及遼西地區，內蒙古地區相當於滿清的后路。

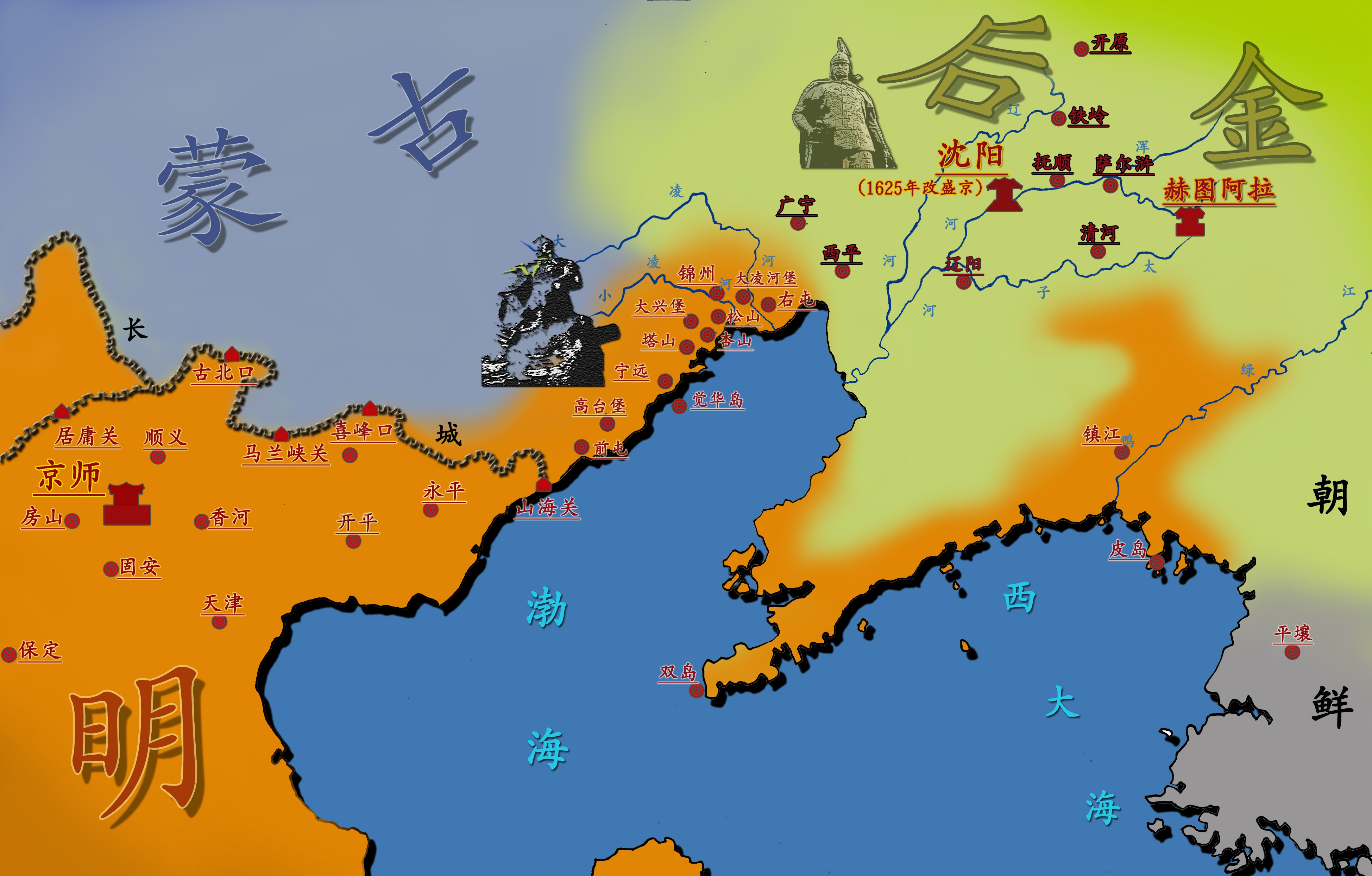
明末东北边疆战略态势图

| 年份   | 明/清（后金）纪年                                  | 主帅                                       | 兵力   | 入侵关隘                                              | 攻击范围 | 战利品 | 影响 |
| 1629年 | 崇祯二年十月二十七日至 次年五月十一日 后金天聪三年 | 皇太极                                     | 约十万 | 喜峰口                                                | 遵化、良乡、固安、香河、永平、顺义、迁安、滦州等 | | 被称为“己巳之變”、“己巳虏变”或“己巳之役”。袁崇焕被處決。趙率教陣亡、遵化陷落。大將滿桂、孫祖壽戰死。                                                   |
| 1634年 | 崇祯七年七月至闰八月 后金天聪八年                  | 皇太极                                     |        |                                                       | 宣府、大同的数个州县 | | 在河南包围高迎祥、李自成、张献忠等人的曹文诏被调往大同抗金，以致被围民军趁机突围。                                                                     |
| 1635年 | 崇祯八年 后金天聪九年                              | 多尔衮 薩哈璘 豪格                         |        |                                                       | 林丹汗的河套地区，太原府所属的忻州、定襄、五台等州 | | |
| 1636年 | 崇祯九年五月至九月 清崇德元年                      | 阿济格                                     |        | 独石口 （今河北赤城县北）                             | 昌平、宝坻、定兴、房山、安肃、安州、东安、雄县、容城、文安、永清、顺义等州县 | 克16城，共俘獲人口、牲畜共179820 | 清軍撤回時砍木書寫「各官免送」四字，「艷服乘騎，奏樂凱歸」，以羞辱明軍。宣大總督梁廷棟與兵部尚書張鳳翼恇怯不敢戰，自知死罪難逃，每日服食大黃取瀉求死。 |
| 1638年 | 崇祯十一年九月至次年三月 清崇德三年                | 左翼： 多尔衮 豪格 阿巴泰 右翼： 岳托 杜度 |        | 青口山 （今河北迁安市东北） 墙子岭 （今北京密云东北） | 通州、涿州、济南府等河北、山东的大量州县。“共计一府、三州、五十五县、二关。” | 人畜46万 | 孫承宗率領全家子孫拒守高陽城；城破，一家四十餘口皆壯烈戰死。 宣大總督盧象昇拚死奮戰，彈盡糧絕，最後陣亡，監軍高起潛坐視盧象昇孤軍戰歿，人多惡之。      |
| 1642年 | 崇祯十五年十月至次年五月 清崇德七年                | 阿巴泰                                     |        | 黃崖口                                                | 蓟州、河間、景州、临清、兖州、萊州、登州、青州府、莒州、沂州、德州、回師攻沧州、天津卫、三河、密云、东昌、广平、彰德、真定、海州。“攻克三府、十八州、六十七县,共八十八城”，降城六。 | 黄金二千二百五十两。白银二百二十万五千二百七十两有奇。珍珠四千四百四十两。各色缎共五万二千二百三十疋。缎衣、裘衣万有三千八百四十领。貂狐豹虎等皮，五百有奇。整角及角面千有一百六十副。俘获人民三十六万九千名口。驼马骡牛驴羊，共三十二万一千有奇。 | 清軍一路上縱橫千里，兵鋒止步於南直隸海州一帶。 |